# كروكسلي (محطة مترو أنفاق لندن)
كروكسلي (بالإنجليزية: Croxley)‏ هي إحدى محطات مترو أنفاق لندن. تقع على خط ميتروبوليتان أفتتحت في المنطقة (Zone) رقم A أفتتحت في 02 نوفمبر 1925.